# Грейтер-Нортдейл (Флорида)
Грейтер-Нортдейл (англ. Greater Northdale) — статистически обособленная местность, расположенная в округе Хилсборо (штат Флорида, США) с населением в 20 461 человек по статистическим данным переписи 2000 года.

## География
По данным Бюро переписи населения США статистически обособленная местность Грейтер-Нортдейл имеет общую площадь в 22,01 квадратных километров, из которых 20,46 кв. километров занимает земля и 1,55 кв. километров — вода. Площадь водных ресурсов округа составляет 7,04 % от всей его площади.

## Демография
| Год переписи        | Нас.  |  | %±    |
| ------------------- | ----- |  | ----- |
| 1990                | 16318 |  | —     |
| 2000                | 20461 |  | 25,4% |
| 1990–2000 Источник: |       |  |       |

По данным переписи населения 2000 года в Грейтер-Нортдейл проживало 20 461 человек, 5887 семей, насчитывалось 8952 домашних хозяйств и 9225 жилых домов. Средняя плотность населения составляла около 929,62 человек на один квадратный километр. Расовый состав населённого пункта распределился следующим образом: 81,8 % белых, 9,8 % — чёрных или афроамериканцев, 0,1 % — коренных американцев, 4,4 % — азиатов, 0,2 % — выходцев с тихоокеанских островов, 0,6 % — представителей смешанных рас, 3,1 % — других народностей. Испаноговорящие составили 17,0 % от всех жителей статистически обособленной местности.
Из 8952 домашних хозяйств в 30,8 % воспитывали детей в возрасте до 18 лет, 52,5 % представляли собой совместно проживающие супружеские пары, в 9,7 % семей женщины проживали без мужей, 34,2 % не имели семей. 29,2 % от общего числа семей на момент переписи жили самостоятельно, при этом 4,1 % составили одинокие пожилые люди в возрасте 65 лет и старше. Средний размер домашнего хозяйства составил 2,67 человек, а средний размер семьи — 3,12 человек.
Население статистически обособленной местности по возрастному диапазону по данным переписи 2000 года распределилось следующим образом: 26,4 % — жители младше 18 лет, 8,1 % — между 18 и 24 годами, 32,6 % — от 25 до 44 лет, 25,0 % — от 45 до 64 лет и 7,9 % — в возрасте 65 лет и старше. Средний возраст жителей составил 36 лет. На каждые 100 женщин в Грейтер-Нортдейл приходилось 92,0 мужчин, при этом на каждые сто женщин 18 лет и старше приходилось 89,1 мужчин также старше 18 лет.
Средний доход на одно домашнее хозяйство статистически обособленной местности составил 58 356 долларов США, а средний доход на одну семью — 65 356 долларов. При этом мужчины имели средний доход в 41 150 долларов США в год против 31 267 долларов среднегодового дохода у женщин. Доход на душу населения статистически обособленной местности составил 58 356 долларов в год. 4,0 % от всего числа семей в населённом пункте и 5,1 % от всей численности населения находилось на момент переписи населения за чертой бедности, при этом 6,1 % из них были моложе 18 лет и 7,9 % — в возрасте 65 лет и старше.